# Bela Vista (bairro de São Paulo)
Bela Vista é um bairro situado na região central do município de São Paulo pertencente ao distrito de Bela Vista e administrado pela Subprefeitura da Sé. Oficialmente, faz parte dele o Bixiga, famoso bairro não-oficial, de relevância popular, além de outros núcleos menores, tais como a Vila Itororó e a Grota.
No bairro localizam-se diversos e hospitais, teatros, além de muitos conjuntos arquitectónicos de importância histórica. Bela Vista e Bixiga, embora partem de uma rica história comum, desenvolveram identidades distintas ao longo do tempo. Enquanto a Bela Vista se modernizou e se verticalizou se tornando um importante centro de saúde paulistano pelos numerosos hospitais em sua área, o Bixiga continua a ser um símbolo da resistência e da riqueza cultural de São Paulo, com diversos marcos arquitetônicos, influências de imigrantes italianos e uma miríade de centros culturais e festas tradicionais.

## História e nome do bairro
O Belvedere Trianon foi um icônico ponto de encontro da elite paulistana localizado na Avenida Paulista, no local onde hoje se encontra o Museu de Arte de São Paulo (MASP). Este charmoso mirante, que existiu por 37 anos, teve seu auge entre as décadas de 1920 e 1930. Durante esse período, o Belvedere Trianon era famoso por seus salões e restaurante, oferecendo bailes luxuosos, festas e homenagens políticas, tornando-se um símbolo de sofisticação e cultura na cidade de São Paulo. A região em que o Belvedere Trianon estava localizado, foi chamada de Bela Vista devido à vista panorâmica que a região oferecia, especialmente a partir do mirante, que proporcionava uma bela visão do vale onde hoje se encontra a Avenida Nove de Julho mostrando o panorama da cidade ao norte do Espigão da Paulista até os bairros da Zona Norte e a Serra da Cantareira.
A Bela Vista, um dos bairros mais emblemáticos de São Paulo, possui suas raízes históricas profundamente enraizadas desde o século XVI. Originalmente conhecida como Sítio do Capão, a região era uma vasta fazenda pertencente ao português Antônio Pinto e servia como ponto de passagem para tropas que vinham de Santo Amaro e Itapecerica. No século XVIII, a área foi renomeada para Chácara das Jabuticabeiras devido à abundância dessas árvores e funcionava como rancho para o pouso de tropas e abrigo de negros, especialmente nas áreas cortadas pelo Córrego do Saracura e o Riacho Itororó.
Até 1870, Antônio Leite Braga, apelidado de "Bexiga" após ser vítima de varíola, era o proprietário das terras. Em 1º de outubro de 1878, o Imperador Dom Pedro II infuenciado por uma de suas ideologias, como a do branqueamento racial, inaugurou o loteamento do bairro, atraindo imigrantes, especialmente do sul da Itália, que contribuíram significativamente para a formação do bairro na segunda metade do século XIX e início do século XX. Este influxo de imigrantes, seguido por negros libertos e outros estrangeiros, transformou a Bela Vista em um dos bairros de imigrantes mais desenvolvidos da cidade.
A Bela Vista se tornou um distrito de paz em 1893 e abrangia o bairro do Bixiga, Bela Vista, parte de Cerqueira César e Morro dos Ingleses, razão pela qual até hoje há confusão quanto ao nome (Bixiga ou Bela Vista).
A Família Matarazzo, uma das mais influentes de São Paulo, deixou um legado significativo na cidade, especialmente na região da Avenida Paulista. Em 1896, a primeira residência da família começou a ser construída na Avenida Paulista, projetada pelos arquitetos italianos Giulio Saltini e Luigi Manini em estilo eclético. Esta casa permaneceu no local até o início dos anos 1940. A influência da família se estende até hoje com o complexo Cidade Matarazzo, que reúne 10 prédios centenários tombados. Este complexo está localizado onde funcionava o Hospital e Maternidade Matarazzo e ainda abriga a Capela Santa Luzia. Francesco Matarazzo, o patriarca da família, foi um empresário de destaque, consagrado como Conde Matarazzo pelo rei italiano Vítor Emanuel II. Ele construiu um império industrial que se tornou o maior conglomerado de negócios da América do Sul nos anos 1930.
A primeira transmissão de rádio realizada por Roberto Landell de Moura, um padre e cientista brasileiro, é um marco significativo na história das comunicações. Landell de Moura, foi um dos pioneiros na transmissão de voz por ondas de rádio, muito antes de a tecnologia se tornar amplamente reconhecida e utilizada, na época era pároco da Capela de Santa Cruz. Em 1899, Landell de Moura realizou uma das primeiras transmissões de rádio do mundo, que ocorreu entre o Belvedere Trianon e o Alto de Santana, na Zona Norte de São Paulo. Este feito notável demonstrou a capacidade de transmitir voz e música sem fio, utilizando ondas de rádio, uma inovação que precedeu os experimentos de Guglielmo Marconi, que são mais amplamente conhecidos. Apesar de suas contribuições pioneiras, Landell de Moura enfrentou ceticismo e resistência em sua época. Ele foi muitas vezes desacreditado e chamado de "louco" e "bruxo" por suas ideias inovadoras, que estavam muito à frente de seu tempo. No entanto, sua visão e experimentos estabeleceram as bases para o desenvolvimento da radiodifusão, tornando-o um precursor importante na história do rádio.
No século XX, a Bela Vista consolidou-se como um importante polo cultural. Em 1910, foi oficialmente renomeada, inspirada pelo mirante Trianon e sua bela vista sobre a cidade. O bairro ganhou destaque com a inauguração do Cine Teatro Paramount em 1928 e a fundação do Museu de Arte de São Paulo Assis Chateaubriand (MASP) em 1947, que se transferiu para seu famoso edifício na Avenida Paulista em 1968, projetado por Lina Bo Bardi.
Durante as décadas de 1980 e 1990, a Bela Vista tornou-se um símbolo de resistência cultural durante a ditadura militar, com o Teatro Ruth Escobar organizando protestos contra a censura.  Atualmente, a área do bairro localizada nas proximidades da Avenida Paulista e Avenida Nove de Julho, é conhecida por ser um centro de saúde, abrigando renomados hospitais, e por sua cultura e modernidade, destacada pelo empreendimento Cidade Matarazzo e por locais como o MASP e a Japan House. A área é mais vertical e urbanizada, refletindo a modernização contínua da cidade.
Por outro lado, o Bixiga, oficialmente parte da Bela Vista, mantém características originais do traçado urbano com casario horizontal e forte influência italiana. Famoso por suas cantinas tradicionais e como um polo teatral, o Bixiga preserva seu caráter histórico e cultural, refletindo as tradições italianas e a diversidade cultural que sempre caracterizou a região. Apesar das mudanças, a pesquisadora Giulia Vercelli destaca que, embora as fachadas das casas possam ter mudado, a forma dos lotes permanece a mesma, estreita e comprida, assim como os esqueletos das construções.

## Atualidade
Uma das características mais marcantes da Bela Vista é sua reputação como um "bairro da saúde". A área é conhecida por concentrar hospitais renomados, como o Hospital Sírio-Libanês e o Hospital 9 de Julho, que são reconhecidos por oferecerem serviços médicos de excelência. Esses hospitais atraem pacientes de todo o Brasil, consolidando a Bela Vista como um centro de referência em saúde. Outros nosocômios: BP - A Beneficência Portuguesa de São Paulo (BP Mirante), Maternidade Pro Matre Paulista, Hospital Alemão Oswaldo Cruz, Hospital IGESP, Hospital Santa Catarina - Paulista, Hospital Paulistano, Hospital Samaritano Paulista, Hospital Municipal da Bela Vista, Instituto de Psiquiatria Paulista, dentre outros.
Além de sua importância na área médica, a Bela Vista também desempenha um papel significativo nas relações internacionais, abrigando diversos consulados. A presença desses consulados reforça o caráter cosmopolita do bairro e sua relevância no cenário diplomático. Abriga pontos culturais de destaque como Museu de Arte de São Paulo. E instituições de ensino de influência como a Escola de Administração de Empresas, a Escola de Economia e a Escola de Direito ambas da Fundação Getulio Vargas e o Tribunal Regional Federal da 3.ª Região.
A transformação econômica e cultural da Bela Vista é exemplificada pelo empreendimento Cidade Matarazzo.
Localizado no antigo Hospital Matarazzo este megacomplexo inclui lojas de grife, um hotel de luxo, restaurantes e espaços culturais, com um investimento de cerca de R$ 2 bilhões. A Cidade Matarazzo revitaliza a área, atraindo turistas e investidores, e contribuindo para o desenvolvimento econômico do bairro. O bairro é classificado pelo CRECI como "Zona de Valor B", assim como outras áreas nobres da capital como Jardim Paulistano, Vila Olímpia e Pinheiros.
Outra área notável proxima ao bairro é o Baixo Augusta, localizado no bairro de Cerqueira César, conhecido por sua vida noturna vibrante e alternativa. Esta região é um ponto de encontro para jovens e artistas, oferecendo uma variedade de bares, casas de shows e teatros. O Baixo Augusta simboliza a diversidade cultural de São Paulo, refletindo a mistura de tradições e modernidade que caracteriza a cidade.
É atendido pela Linha 2-Verde do metrô e futuramente será também coberto pela Linha 6-Laranja. O romance Anarquistas, Graças a Deus de Zélia Gattai se passa no bairro, assim como parte do enredo de dois populares livros infanto-juvenis intitulados O Mistério do Cinco Estrelas e O Covil dos Vampiros.